# メアリー・アグネス・モロニー失踪事件
メアリー・アグネス・モロニー失踪事件（メアリー・アグネス・モロニーしっそうじけん）はアメリカ合衆国イリノイ州シカゴにおいて発生した誘拐事件。被害者のメアリー・アグネス・モロニー (1928年5月9日 - ?) は2歳になったばかりの1930年5月15日、イリノイ州シカゴの自宅から連れ去られた。この事件は地元メディア等の尽力により、大きく報道されたが、彼女はいまだ行方知れずのままで、シカゴ失踪者管理局の記録に残る最古の未解決事件である。

## 失踪
メアリーの母キャサリンは、13歳で結婚し、4年後にはメアリー2歳、アナスタシア11歳の二人の娘に恵まれた。一家は、ウェントワースストリート5257番地で生活を送っていたが、メアリーの1週間の手取りは15米ドルと極貧としか言いようのない状況であった。 見かねたキャサリンの親戚が、生活相談所に手紙送り、窮状を訴えた。 しかし、相談所側の不手際により、一家の住所が漏洩してしまった。
1930年5月14日。キャサリンが床を磨いていた時、誰かがドアをノックする音が聞こえた。ドアを開けるとそこには、市から派遣されたソーシャルワーカーを名乗る女がいた。身なりの整った、年の頃は22あたりと思わしきその女は、出っ歯と教養を感じさせる喋り方であったという。一通りの問題について聞き出した後、女は、メアリーと自分と一緒にカリフォルニアに行かせてくれるなら、この子を見違える様に立派に育てて見せると持ちかけた。キャサリンがその願いを断ると、2ドルと再度訪問する旨を残して家を去った。
翌日、再び女は現れた。その手には、ベビー服が握られており、ミシェル（キャサリンの夫）にもっと稼ぎのいい仕事を紹介すると持ちかけ、近くの店に靴と服を買いに行くから、メアリーを連れて行きたいと言った。渋々了承したキャサリンであったが、後に、メアリーは泣きじゃくって、女と一緒に行きたがらなかったと述懐している。しかし、女はメアリーを連れて出て行った。それっきり、メアリーも女も二度と帰ってこなかった。

## 手紙

### 第一の手紙
メアリーが連れ去られて一週間後、一家の元に“オティス”と名乗る人物から手紙が届いた。そこには、彼女は無事だから心配ない、この手紙を読んでいると言うことは私たちはすでにここを発っている、との旨が綴られていた。しかし、“ジュリア・オティス”の名前が出てきたのはこれが最後だった。

### 第二の手紙
娘が誘拐されて二週間後、今度は“アリス・ヘンダーソン”を名乗る女から手紙が届いた。その女曰く、オティスは自分の従姉妹で、彼女はつい昨年に夫と子供を亡くしたこともあり、「愛に飢えている」状態なのだと言う。しかし、ヘンダーソンからの手紙が再度来ることはなかった。その後、ヘンダーソンとオティスの手紙は筆跡が同一であることが判明した。

## 情報提供

### マーサ・トンプソン
1931年6月、マーサ・トンプソンと言うネイティブアメリカンの女が、サーカスへの道すがらカートを押しているのを目撃されている。カートには、ブロンドの髪に碧眼の3歳くらいの女児が乗せられており、この女児とメアリーの特徴は見事に一致していた。トンプソンには赤ん坊を母親から誘拐し、物乞いを続けるためのダシにしようとした疑いがかけられた。しかし、一家にはこの女児がメアリーなのか判断がつかなかった。

### メアリー・マクランド
1952年、24歳の家政婦のメアリー・マクランドと称する女が、メアリーの兄弟の写真を見て、自分こそはメアリー・アグネスであると主張した。彼女はメアリーの誘拐から数年後に養子に出されており、医師による歯形による照合の結果、彼女は一家の人間であるとの判断が下された。その頭蓋骨と血液は、彼女が一家の人間であることを示しており、メアリーの母こそが自分の母であると言い張った。 しかし、その後の調査で、実際の養子に出されたのは誘拐の2年前で、メアリーが誘拐された時にはあった臍の緒の手術痕もないことが判明した。その後のDNA鑑定では、彼女はメアリー・アグネスではないことが証明された。彼女は2005年に死去している。

## その後
2023年、メアリー・アグネスの遺族(メアリーと同一人物と目されたバーチャードの娘)とメアリーの親族の参加を得て行われたDNA検査により、両者は血縁関係にあり、メアリーは誘拐後アンダーソン夫妻の一人娘として育てられ、ジャネット・バーチャードという名前が付けられたことが判明した。メアリーは成長後結婚しフロリダに移り、2003年に75歳で亡くなった。メアリー・アグネスの遺体自体はまだ検査されておらず、犯人も特定されていないため、事件はまだ公式には未解決である。メアリーの娘はメアリーを育てたアンダーソン夫人が誘拐犯かもしれないと疑念を述べた。。
```
メアリー・アグネス誘拐事件は今以て未解決のままである。
```